# Flirting with Fate

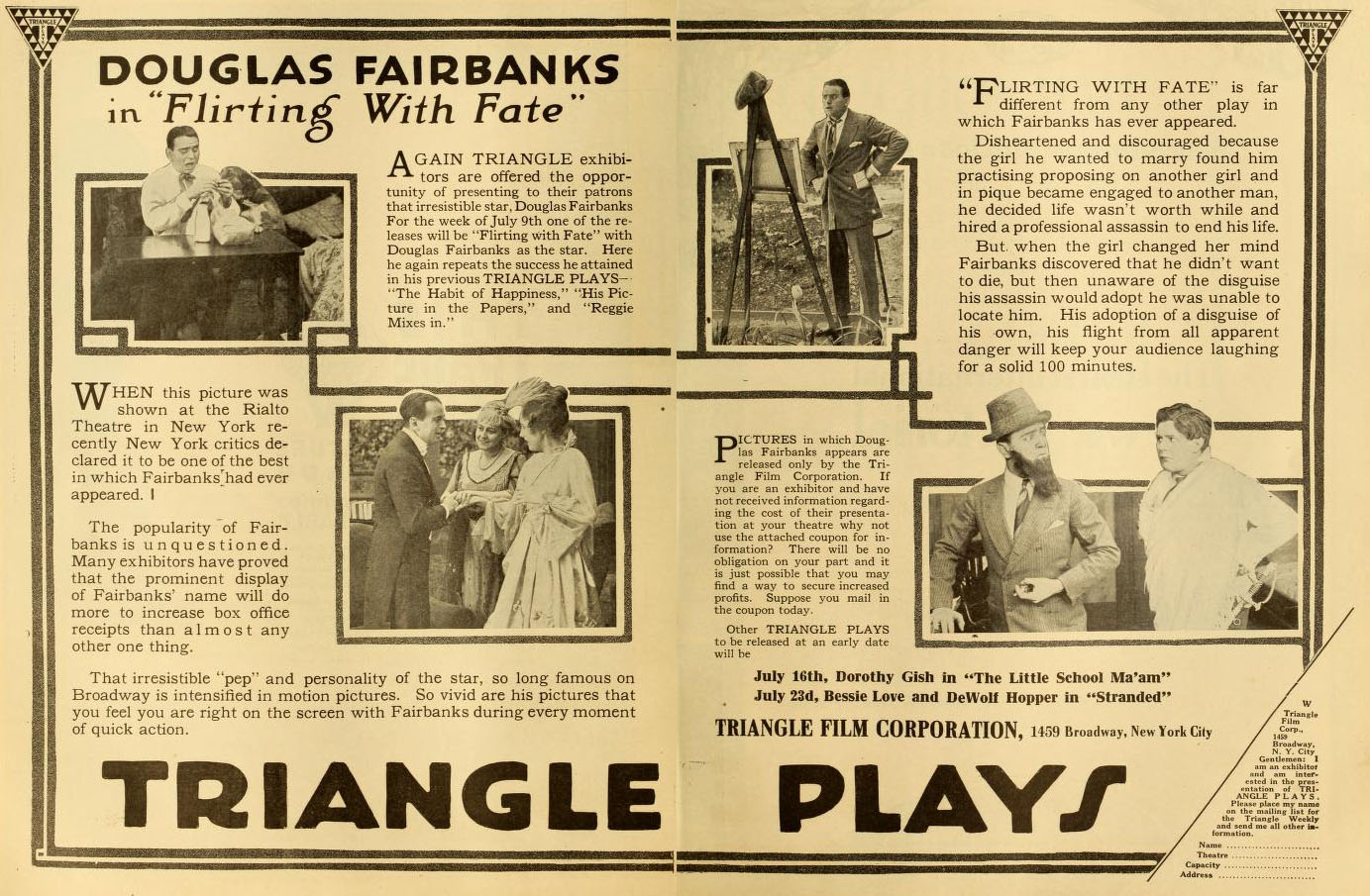
Annonce pour le film dans le magazine Moving Picture World.

Flirting with Fate est un film américain réalisé par Christy Cabanne et sorti en 1916.

## Synopsis
Un artiste est dans une mauvaise période. Dans une tentative désespérée mais peu courageuse de mettre fin à ses jours, il engage un tueur à gages. Mais bientôt, les choses s’améliorent pour lui, et il doit désormais éviter les tentatives du tueur.

## Fiche technique
- Réalisation : Christy Cabanne
- Scénario : Robert M. Baker
- Photographie : William Fildew
- Durée : 57 minutes
- Date de sortie :
  - États-Unis : 9 juillet 1916

## Distribution
- Douglas Fairbanks : Augy Holliday
- Jewel Carmen : Gladys, la fille

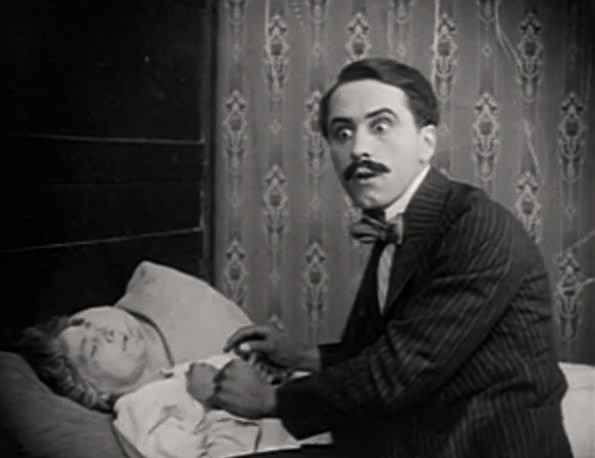
George Beranger dans le film.

- W.E. Lawrence : Harry, Augy's Friend
- George Beranger : Automatic Joe
- Dorothy Haydel : Phyllis, son amie
- Lillian Langdon
- J.P. McCarty : le détective